# Antoni Bonaparte

Rodowy herb Bonapartych

Antoni (Antoine) Bonaparte, książę francuski, (ur. 31 października 1816 w Tusculum, Włochy, zm. 28 marca 1877 we Florencji) – polityk francuski, siódme dziecko brata Napoleona, Lucjana i Aleksandryny z domu de Bleschamps.
W wieku lat 16 Antoni wyemigrował do USA. Po krótkim czasie powrócił do Rzymu, gdzie wkrótce, zamieszany wraz ze swym bratem Piotrem w agitację polityczną przeciw władzy papieskiej w Państwie Kościelnym, został aresztowany i skazany na banicję. Następne kilkanaście lat spędził w Anglii i powrócił do Italii dopiero w r. 1848, tym razem jednak trzymał się z daleka od agitacji politycznej.
W roku 1849 udał się do Francji by wspierać politykę kuzyna, księcia-prezydenta Ludwika Napoleona III. Został wybrany deputowanym do Zgromadzenia Ustawodawczego z departamentu Yonne, w parlamencie reprezentował politykę konserwatywną. Po roku 1851 otrzymał od Napoleona III tytuł księcia francuskiego (Prince français) i apanaże ze szkatuły cesarskiej. Wkrótce potem wycofał się z życia publicznego i przeniósł się do Florencji, gdzie zmarł bezpotomnie sześć lat po upadku II Cesarstwa Francuskiego.